# Infiniti QX
Infiniti QX – samochód sportowo-użytkowy produkowany przez koncern Nissan pod marką Infiniti od 1996 roku. Od 2010 roku produkowana jest trzecia generacja modelu. W 2013 roku w związku ze zmianą nazw modeli marki zmieniono nazwę modelu z QX na QX80.

## Infiniti QX I
Infiniti QX I produkowany był w latach 1996 – 2002.

## Infiniti QX II
Infiniti QX II produkowany był w latach 2004 – 2010.

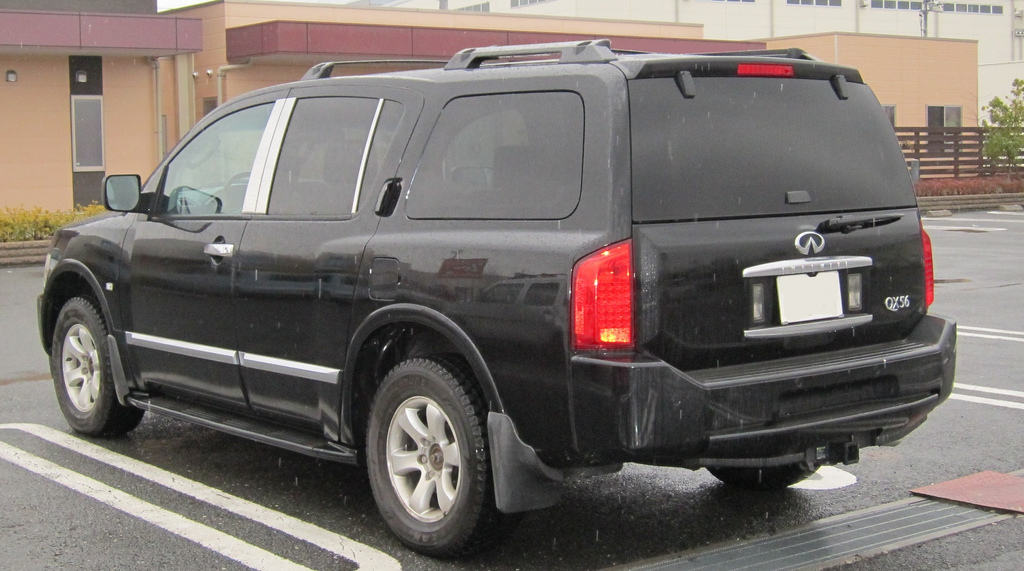
Tył QX II

W 2006 roku pojazd zdobył nagrodę 2006 Motorist's Choice Awards w klasie samochodów SUV przyznawaną przez organizacje IntelliChoice i AutoPacific.

## Infiniti QX III/QX80
Infiniti QX III produkowany jest od kwietnia 2010 roku. W 2013 roku z powodu zmiany nomenklatury modeli przez markę zmieniono nazwę modelu z QX na QX80.

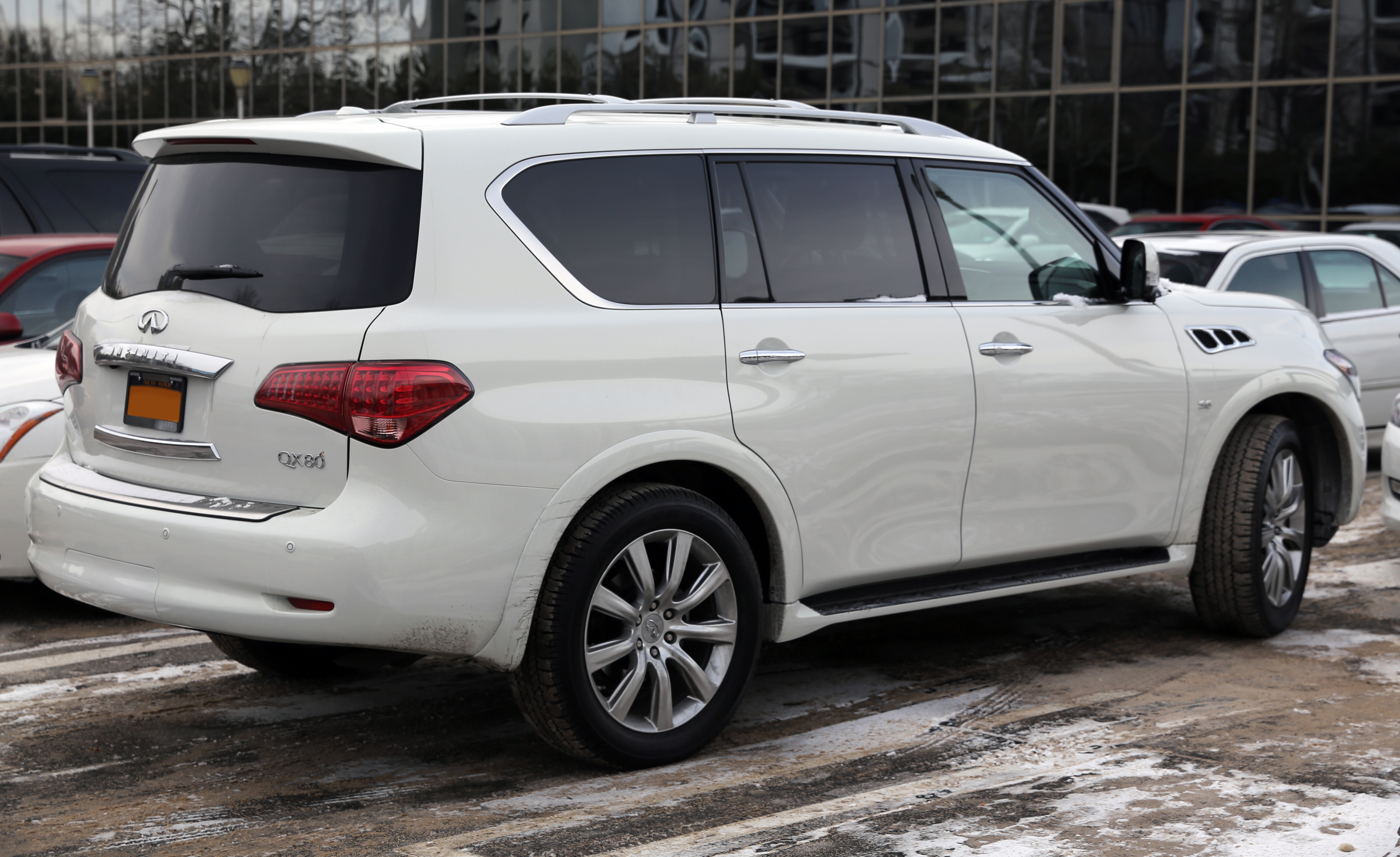
Tył QX80

W kwietniu 2014 roku podczas targów motoryzacyjnych w Nowym Jorku zaprezentowano wersję po liftingu. Zmieniono m.in. atrapę chłodnicy oraz wprowadzono limitowaną wersję Limited wyróżniającą się oświetleniem LED, nowymi wzorami felg oraz wyposażeniem.

### Wersje wyposażeniowe
- Limited – edycja specjalna